# Aarne Hytönen
Pour les articles homonymes, voir Hytönen.
Aarne Hytönen (né le 20 octobre 1901 - décédé le 29 avril 1972) est un architecte finlandais.

## Biographie
En 1919, Aarne Hytönen passe son baccalauréat. 
En 1928, il obtient son diplôme d'architecte de l' école supérieure technique de Finlande.
Il fait des voyages d'études en Scandinavie, en Allemagne, en France, aux Pays-Bas et en Italie.
De 1927 à 1937, il est assistant au bureau de la construction de la ville d'Helsinki.
De 1937 à 1959, il tient un cabinet d'architecte avec Risto-Veikko Luukkonen.
En 1942, Aarne Hytönen est architecte de la société Waldhof à Käkisalmi.
En 1943–1944, il est responsable du bureau d'Alvar Aalto et en 1946–1947 il est architecte principal de la direction des bâtiments de Finlande.
En 1947–1948, il a un cabinet d'architecte avec Gustaf Birch-Lindgren (sv) à Göteborg.

## Ouvrages
Il est particulièrement connu pour sa conception avec Risto-Veikko Luukkonen du gymnase de Töölö et du terminal Olympia  qui sont tous deux cités par Docomomo International comme exemples d'architecture moderne en Finlande,,.
- Gymnase de Töölö, avec Risto-Veikko Luukkonen, 1935
- Pavillon de la Finlande pour l'Exposition universelle de Bruxelles, avec Risto-Veikko Luukkonen, 1935
- Immeuble de la société Suomi au Kalevankatu 6 à Helsinki, avec Risto-Veikko Luukkonen, 1938
- Terminal maritime Olympia à Helsinki, avec Risto-Veikko Luukkonen,
- Église d'Ii (avec Gustaf Strandberg)
- Théâtre municipal de Turku
- Mairie de Valkeakoski, 1955

## Galerie

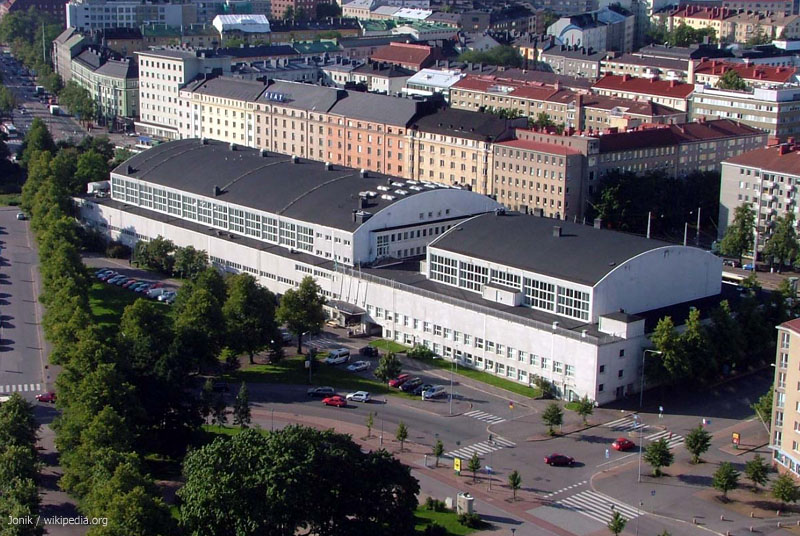
Gymnase de Töölö
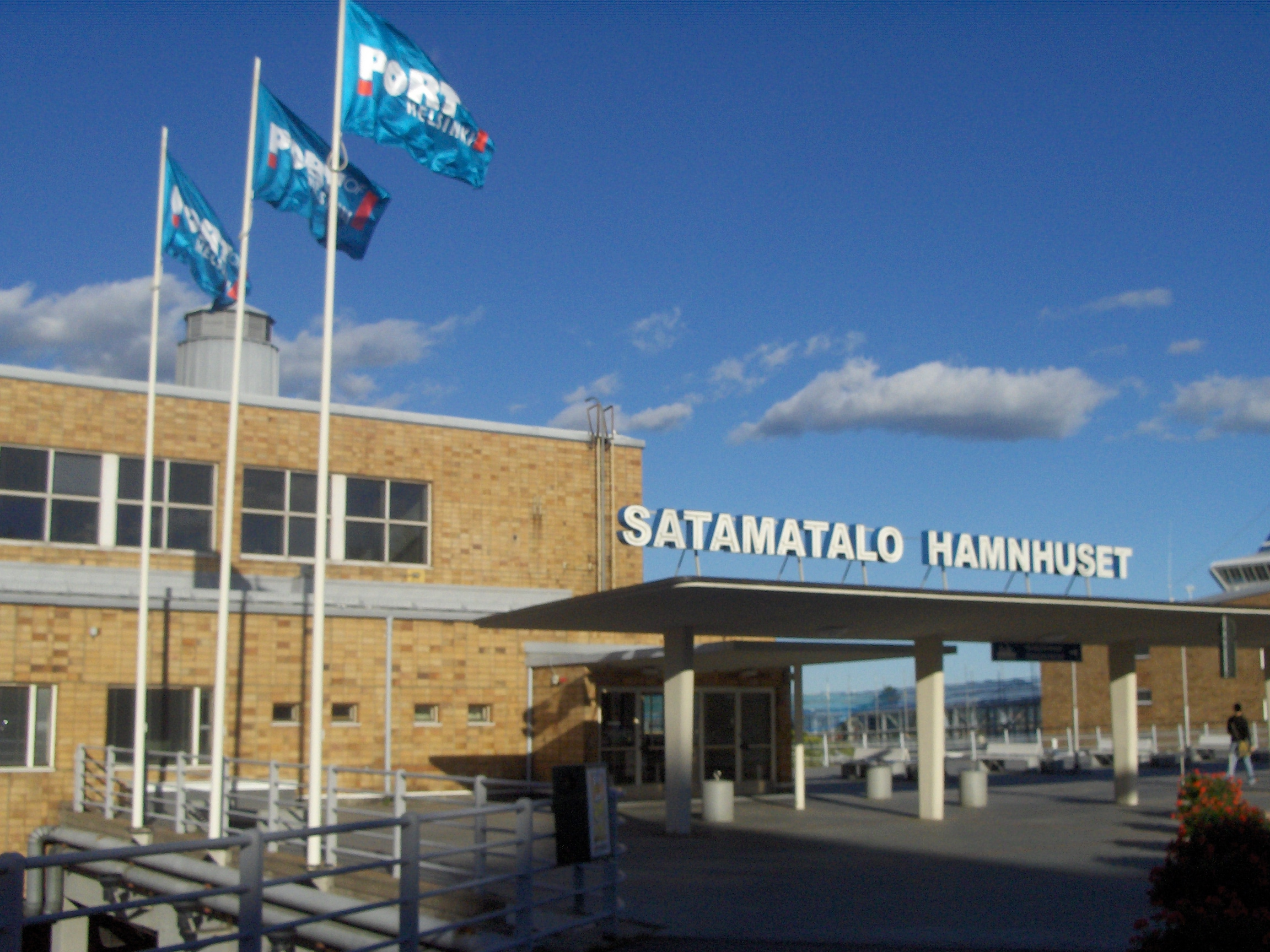
Terminal maritime Olympia
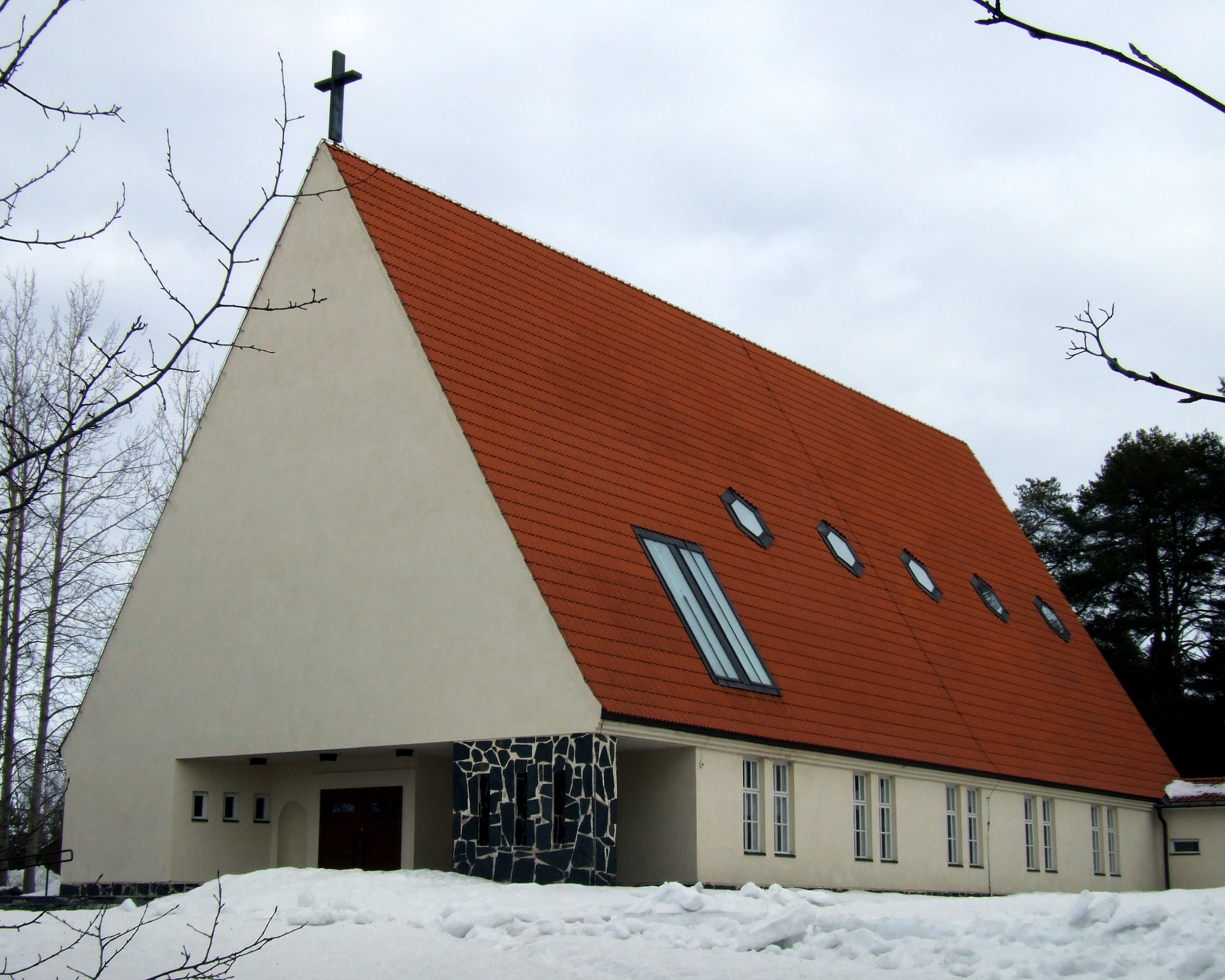
Église d'Ii
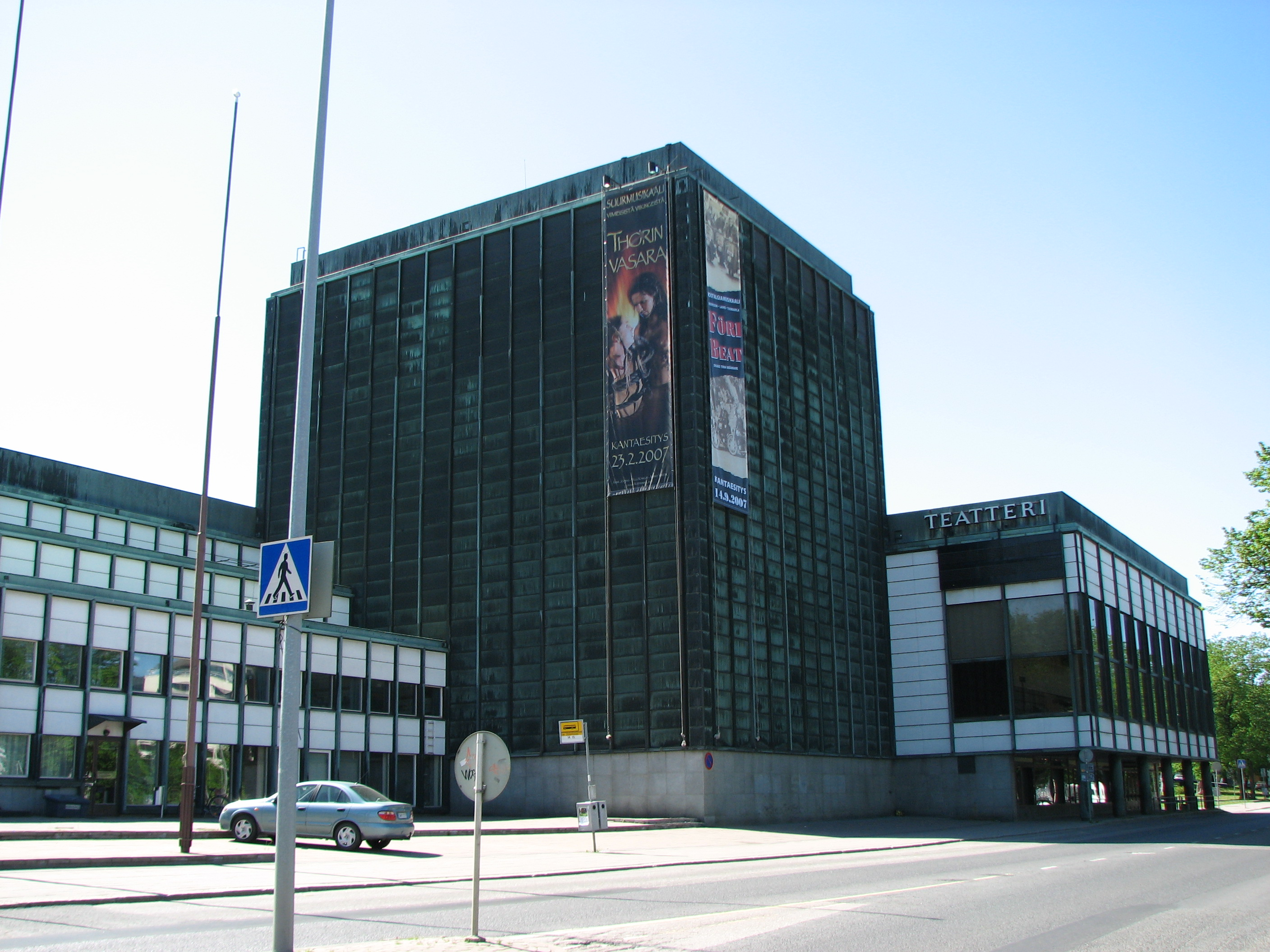
Théâtre municipal de Turku